# Еміль Брейвік
Еміль Варгаугвік Брейвік (норв. Emil Varhaugvik Breivik, нар. 11 червня 2000, Молде, Норвегія) —норвезький футболіст, півзахисник клубу «Молде» та молодіжної збірної Норвегії.

## Клубна кар'єра
Еміль Брейвік є вихованцем клубу «Молде», де він почав грати у молодіжному складі з 2014 року. У 2019 році футболіст був переведений до першої команди і 1 травня зіграв свій перший матч в основі у поєдинку на Кубок Норвегії.
Та у серпні для набору ігрової практики футболіст був відданий в оренду у клуб Першого дивізіону «Рауфосс». Коли в кінці сезону термін оренди закінчився, клуби продовжили дію договору і Брейвік ще один сезон провів як гравець «Рауфосса». У січні 2021 року він повернувся до «Молде».

## Збірна
У листопаді 2021 року у матчі проти однолітків з Азербайджану Еміль Брейвік дебютував у молодіжній збірній Норвегії.

## Досягнення
- Володар Кубка Норвегії (2):

«Молде»: 2021-22, 2023
- Чемпіон Норвегії (1):

«Молде»: 2022